# Rój (film)
Rój (ang. The Swarm) – amerykański film katastroficzny z 1978 roku w reżyserii Irwina Allena, zrealizowany na podstawie powieści Arthura Herzoga.

## Fabuła
W bazie lotnictwa wojskowego Stanów Zjednoczonych nagle umierają wszyscy żołnierze. Przybyły na miejsce oddział zastaje tam jedynego żyjącego, doktora Brada Crane’a. Twierdzi on że za rzeź w bazie odpowiedzialne są afrykańskie zabójcze pszczoły. Nikt z przybyłego na miejsce oddziału mu nie wierzy. Zmieniają zdanie gdy dwa śmigłowce patrolowe namierzają ogromny rój lecący nieopodal, a na dodatek ulegają katastrofie po zderzeniu z broniącymi się owadami. Władze kraju po konsultacji z Crane’em dają mu swobodę działania w podjęciu próby powstrzymania kataklizmu. Otrzymuje on również wsparcie wojska, jednak dowodzący generał Slater nie jest z tej decyzji zadowolony. Crane’a wspiera kapitan Helena Anderson. Między obojgiem zaczyna rodzić się uczucie. Pszczoły atakują kolejne miasta, zabijając dziesiątki tysięcy ludzi. Wybucha powszechna panika. Działania naukowca nie przynoszą rezultatów, antidotum na jad okazuje się być nieskuteczne. Gdy zapada decyzja o przejęciu operacji ratunkowej przez wojsko, Brad ma związane ręce i nie może wpłynąć na żadne decyzje, nawet jeśli przesycone są brakiem kompetencji i chaotyczne. Mimo to nie zamierza się poddać i na własną rękę szuka sposobu na powstrzymanie zabójczych owadów.

## Obsada
- Michael Caine – dr Bradford Crane
- Katharine Ross – kpt. Helena Anderson
- Richard Widmark – generał Thalius Slater
- Richard Chamberlain – dr Hubbard
- Olivia de Havilland – Maureen Schuster
- Ben Johnson – Felix
- Lee Grant – Anne MacGregor
- José Ferrer – dr Andrews
- Patty Duke – Rita
- Slim Pickens – Jud Hawkins
- Bradford Dillman – mjr Baker
- Fred MacMurray – burmistrz Clarence Tuttle
- Henry Fonda – dr Walter Krim
- Cameron Mitchell – generał Thompson
- Christian Juttner – Paul Durant

## Nagrody i nominacje
Oscary za rok 1978
- Najlepsze kostiumy – Paul Zastupnevich (nominacja)